# Løgten
Løgten är en ort i Danmark.   Den ligger i Århus kommun och Region Mittjylland. Antalet invånare är 7 894. Närmaste större samhälle är Århus, 14 km söder om Løgten. 